# IP network multipathing
Mit IPMP oder IP network multipathing stellt das Solaris-Betriebssystem Fehlertoleranz und Loadbalancing über Netzwerkkarten (NICs, network interface cards) für die virtuelle IP-Adresse (VIP) eines Rechners bereit. Bei Anwendung von IPMP sind zwei oder mehr Netzwerkkarten mit dem Netzwerk verbunden, an das der Rechner angeschlossen sein soll. Eine dieser Schnittstellen ist primär aktiv und die restlichen sekundär. Falls ein Fehler bei der primären Schnittstelle auftritt, wird das Solarissystem die Netzwerkkommunikation automatisch auf eine sekundäre Schnittstelle umlenken.
IPMP ist vergleichbar mit dem Teaming von Netzwerkkarten unter Windows. Hier arbeiten zwei oder mehrere NICs in einem Team zusammen. Jede Netzwerkkarte hat zwar immer noch ihre eigene IP-Adresse im Netzwerk, jedoch wird der Verbund (also das Gerät mit seinen verschiedenen Netzwerkkarten) durch IPMP mit einer VIP versehen. Aus diesem Grund sollten andere Rechner, die sich mit dem Server verbinden wollen, diese VIP nutzen.
Das Loadbalancing vergrößert die Bandbreite des Servers, da die Belastung auf alle Netzwerkkarten in derselben IPMP-Gruppe verteilt wird und somit mehr Datendurchsatz möglich ist. Unter Solaris ist der Daemon in.mpathd für IPMP verantwortlich.
Siehe auch: Etherchannel